# Уоррен, Эрл
Эрл Уо́ррен (англ. Earl Warren; 19 марта 1891 — 9 июля 1974) — американский юрист, политический и государственный деятель, четырнадцатый председатель Верховного суда США, и единственный человек, трижды подряд избиравшийся губернатором Калифорнии.
За время председательства Уоррена Верховный суд принял несколько фундаментальных решений, касавшихся сегрегации, уголовно-процессуального права и некоторых других сфер. Уоррен считается одной из наиболее выдающихся фигур в истории Верховного суда США. В 1963—1964 годах Уоррен возглавлял комиссию, которая расследовала убийство президента страны Джона Кеннеди. Считается одним из самых влиятельных судей Верховного суда и политических лидеров в истории Соединенных Штатов.

## Биография

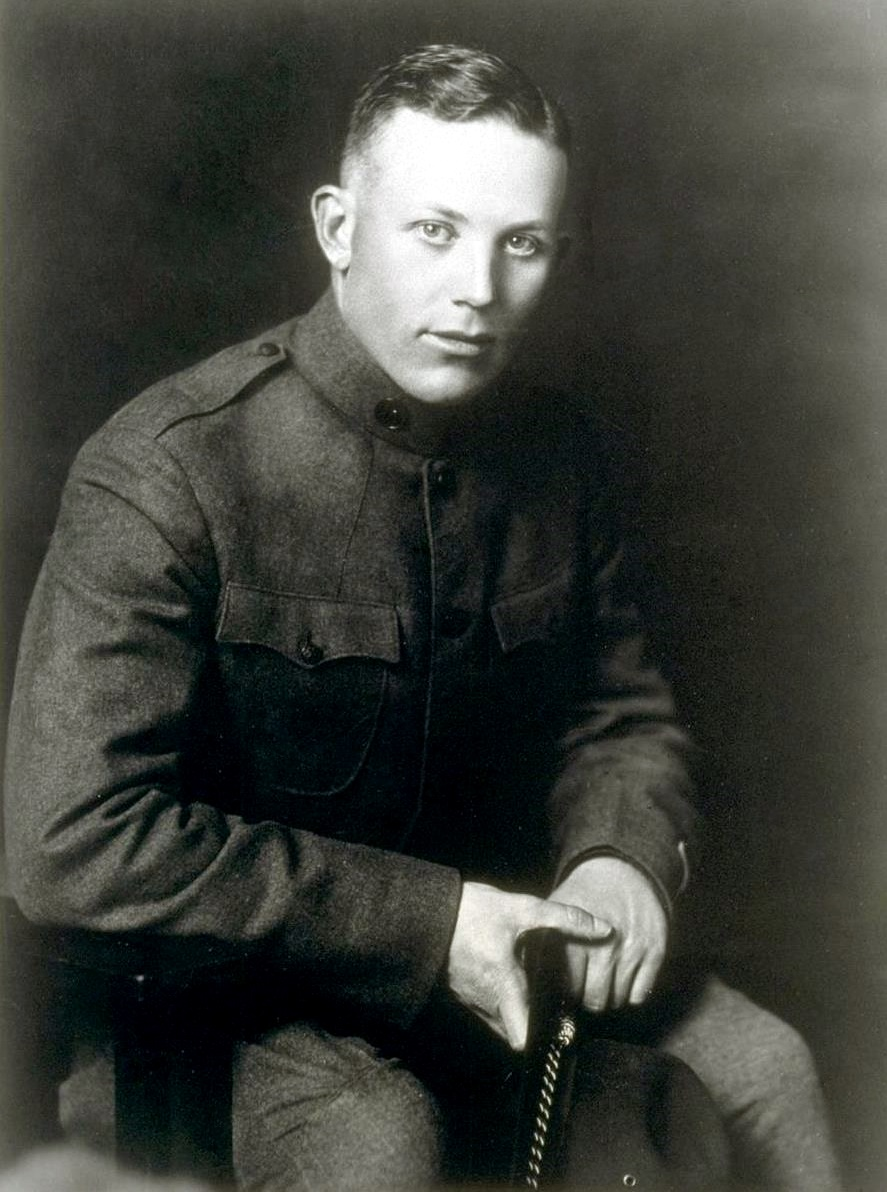
Уоррен — офицер Армии США в 1918 году

Эрл Уоррен родился в Лос-Анджелесе в семье иммигранта из Норвегии Метиаса Уоррена и иммигрантки из Швеции Кристал Хернлунд. Уоррен рос и посещал школу в Бейкерсфилде, затем поступил в Калифорнийский университет в Беркли, который окончил в 1912 году. В 1914 году он получил степень Doctor Juris и был принят в Ассоциацию адвокатов Калифорнии.
Уоррен проработал год в компании Associated Oil Co. в Сан-Франциско, после чего перешёл в юридическую фирму Robinson & Robinson в Окленде. В 1917 году он вступил в армию, но в военных действиях Первой мировой войны не участвовал. В следующем году он вышел в отставку в чине первого лейтенанта. Потом он работал клерком в судебном комитете Законодательного собрания Калифорнии, заместителем прокурора Окленда и заместителем прокурора округа Аламида. В 1925 году он был назначен окружным прокурором Аламиды. На этой должности он зарекомендовал себя ярым борцом с преступностью, благодаря чему трижды переизбирался (последний раз — в 1934 году). Он участвовал в праймериз Республиканской партии перед Президентскими выборами 1936 года, но не смог составить конкуренцию основным фаворитам. 14 мая 1938 года в своём доме был убит отец Уоррена. Убийцы так и не были установлены, в числе версий назывались ограбление и месть прокурору.
В 1938 году Уоррен был избран Генеральным прокурором штата, причём он был номинирован сразу тремя партями: его собственной Республиканской, а также Демократической и Прогрессивной. Одним из важных направлений его деятельности была борьба против нелегальных казино, которые создавались на кораблях у побережья Южной Калифорнии. Уоррен был одним из инициаторов и исполнителей политики по переселению проживавших на западном побережье японцев в лагеря для интернированных во время Второй мировой войны. Долгое время Уоррен настаивал, что это решение было необходимым, но в конце жизни в своих мемуарах он признал, что это было ошибкой.

### Губернатор Калифорнии

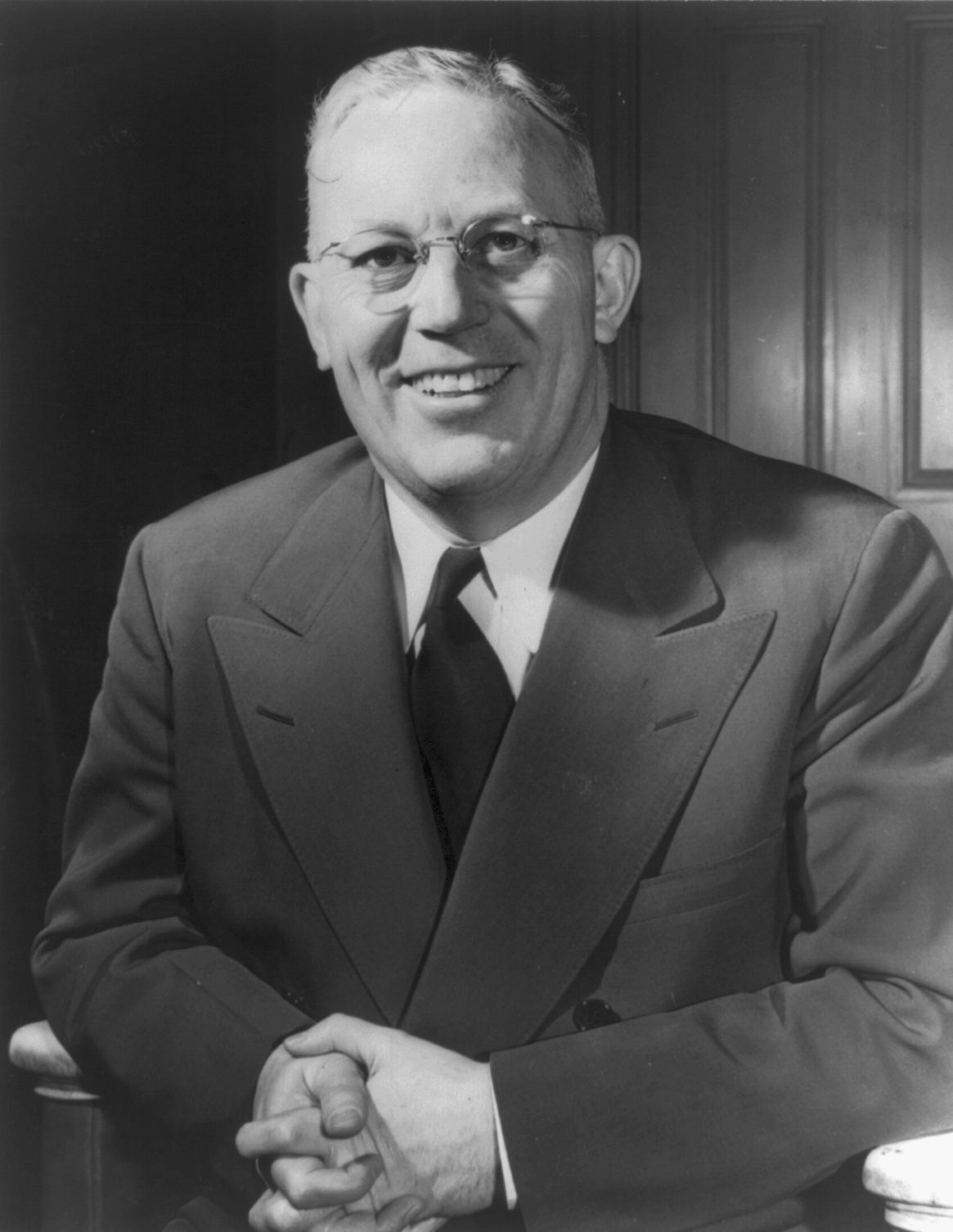
Уоррен на посту губернатора Калифорнии

На выборах губернатора Калифорнии, состоявшихся 3 ноября 1942 года, Уоррен, кандидат от республиканцев, набрал 57,07 % голосов и победил действующего губернатора, демократа Калберта Олсона. К следующим выборам Уоррен был настолько популярен и пользовался такой поддержкой, что он выиграл праймериз и у республиканцев, и у демократов. В результате на губернаторских выборах он набрал более 91 процента.
На посту губернатора Уоррен продолжил политику Олсона по интернированию японцев во время Второй мировой войны. Кроме этого, период правления Уоррена был отмечен развитием инфраструктуры штата и особенно системы образования.
Поскольку в то время законодательство Калифорнии не ограничивало количество сроков губернатора, Уоррен выдвинул свою кандидатуру в третий раз в 1950 году. Его соперником от демократов был сын Франклина Рузвельта Джеймс. Уоррен одержал победу с 64,85 % голосов и стал первым в истории Калифорнии трёхкратным победителем на губернаторских выборах.
В 1944 и 1948 годах Уоррен участвовал в праймериз перед президентскими выборами. На выборах 1948 года он был выдвинут кандидатом в вице-президенты в паре с Томасом Дьюи. Дьюи считался безусловным фаворитом, но неожиданно проиграл действующему президенту Гарри Трумэну.

### Председатель Верховного суда
В 1953 году президент Дуайт Эйзенхауэр назначил Уоррена председателем Верховного суда. Комментируя своё решение, Эйзенхауэр отметил, что Уоррен «определённо принадлежал к либерал-консерваторам; он представляет тот тип политического, экономического и социального мышления, которым, как я думаю, должен обладать судья Верховного суда». Сразу после назначения Уоррен подал в отставку с поста губернатора. До конца срока его обязанности исполнял заместитель губернатора Гудвин Найт, который через год был избран на новый срок.
Став председателем Верховного суда, Уоррен занял гораздо более либеральный курс, чем ожидалось. В связи с этим Эйзенхауэру приписывают слова о том, что назначение Уоррена было «его самой идиотской ошибкой за всю жизнь» (the biggest damned-fool mistake I ever made).
Среди решений Верховного суда при Уоррене (этот период часто называют «Суд Уоррена», Warren Court) были:
- Браун против Совета по образованию — дело, имевшее колоссальное значение для борьбы с расовой сегрегацией;
- Гайдеон против Уэйнрайта — Верховный суд обязал суды предоставлять адвоката за счёт государства всем обвиняемым, которые не имеют средств, чтобы нанять адвоката самостоятельно (раньше это право предоставлялось только обвиняемым в преступлении, за которое предусмотрена смертная казнь);
- Миранда против Аризоны — суд постановил, что признание обвиняемого, сделанное во время допроса, может считаться доказательством, только если до этого обвиняемому были разъяснены его процессуальные права (правило Миранды), в том числе право на отказ от дачи показаний и право на адвоката.

Деятельность Верховного суда под председательством Уоррена была объектом жёсткой критики со стороны консерваторов, особенно на юге США. Влиятельная общественная организация Общество Джона Бёрча, отстаивающая традиционные взгляды на американское общество, организовала кампанию за импичмент Уоррена.

### Комиссия Уоррена
29 ноября 1963 года, через неделю после убийства Джона Кеннеди, новый президент Линдон Джонсон созвал комиссию, которая должна была расследовать убийство. По имени Уоррена, председателя комиссии, она получила название «Комиссия Уоррена». После 10 месяцев работы комиссия представила доклад на 888 страницах, в котором было сделано заключение, что убийство Кеннеди было совершено Ли Харви Освальдом, действовавшим без сообщников. Выводы комиссии Уоррена до настоящего момента не были опровергнуты официально, хотя они часто подвергались критике и стали поводом для многочисленных спекуляций и теорий заговора.
Уоррен ушёл в отставку с поста председателя суда в 1969 году.

### Смерть и увековечение памяти

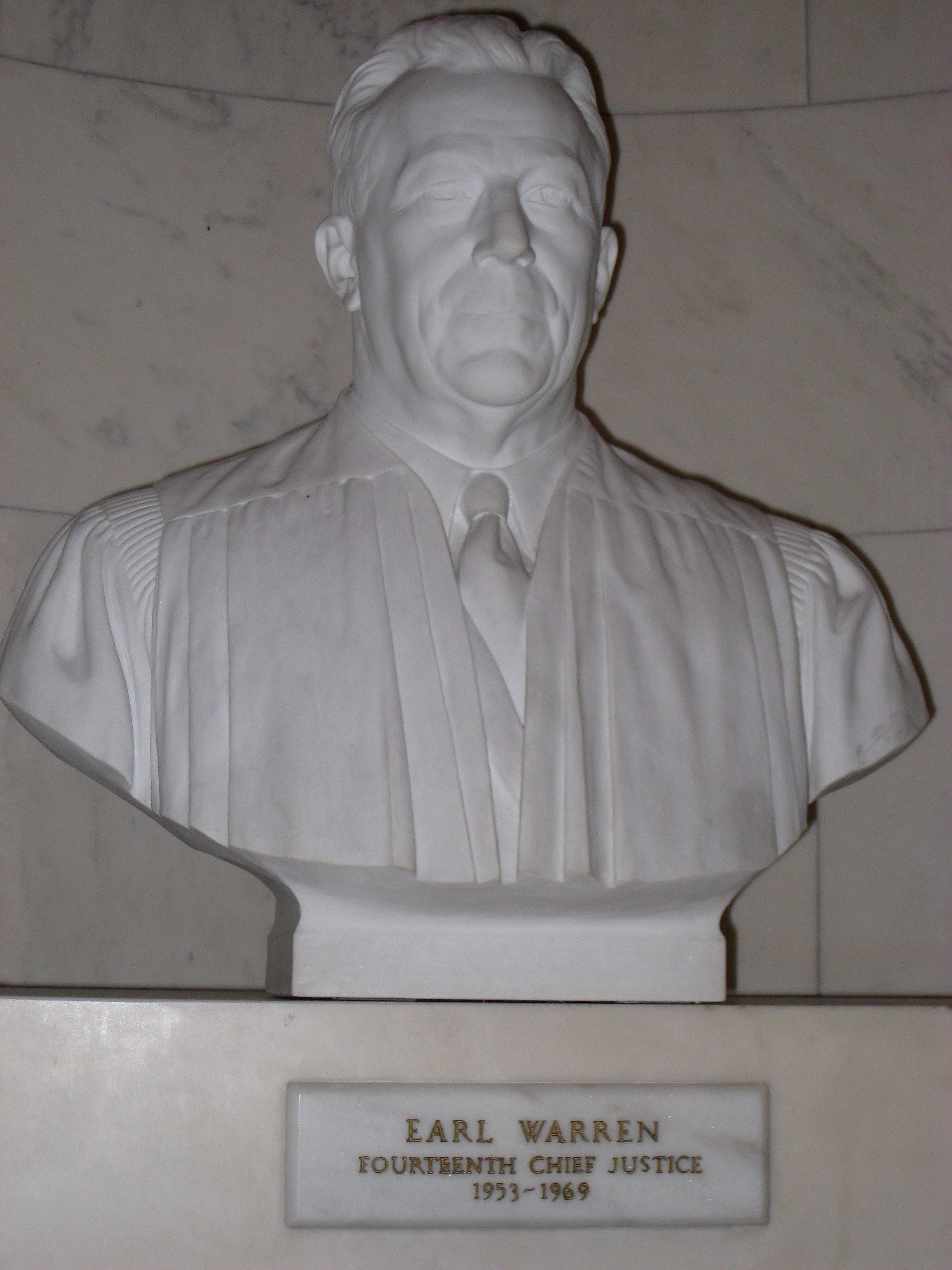
Бюст Уоррена в здании Верховного суда США

Эрл Уоррен умер 9 июля 1974 года в Вашингтоне. Поминальная служба в память о нём состоялась в Кафедральном соборе Святых Петра и Павла в Вашингтоне. Так как Уоррен проходил военную службу, он был похоронен на Арлингтонском кладбище.
В честь Уоррена были названы один из колледжей Университета Сан-Диего, школы в Солана-Бич (Калифорния), Сан-Антонио (Техас) и Дауни (Калифорния).
В 1981 году Уоррен был посмертно удостоен Президентской медали Свободы. 5 декабря 2007 года губернатор Калифорнии Арнольд Шварценеггер включил Уоррена в Зал Славы Калифорнии, как одного из выдающихся уроженцев штата.